# Varga Tibor Erik
Varga Tibor Erik, Szikla#47 (Debrecen, 2007. február 15. –) magyar gyorsasági motorversenyző. A 2024 évben Spanyol Nyílt Nemzeti Bajnokságban (ESBK 600 Stock) versenyzett. A 2025 évben a MotoE Világbajnokságon fog versenyezni a Snipers Team színeiben és rajthoz áll a Balaton Park Circuit magyarországi versenypályán is. E mellett indul a Junior GP STK 600 Európa bajnokságon az IUM motorsport csapattal.

## Életrajz és karrier

### 2007–2016: kezdetek
Varga Tibor Erik édesapja, id. Varga Tibor, aki maga is szenvedélyes motoros, már fiatal korától támogatta Tibit ebben a sportágban. A motorozás iránti szeretet a családi háttérnek köszönhetően korán kialakult, így Tibi már gyermekkorában elindult a motorsport felé vezető úton. Kezdetben mezőkön és elhagyott utakon gyakorolt, majd 2016-ban egy zárt versenypályán először próbálhatta ki magát versenykörnyezetben. Mindössze három edzés után elindult az Országos Bajnokságon, ahol kilencévesen a harmadik helyet szerezte meg.

### 2017–2019: Első sikerek és nemzetközi tapasztalatok
2017-ben, tízéves korában Varga Tibor Erik elindult a Motard 90 és a MiniGP kategóriákban, ahol rögtön megnyerte a közös magyar-cseh-szlovák bajnoki címet. 2018-ban a család Spanyolországba utazott, hogy a fiatal tehetség a Copa de Campeones sorozatban mérhesse össze tudását a világ legjobb ifjú versenyzőivel.

### 2020–2022: Northern Talent Cup és áttörés
2020-ban Tibi lehetőséget kapott, hogy csatlakozzon a Dorna által szervezett Northern Talent Cup sorozathoz, amely a MotoGP és a Superbike utánpótlásprogramjának része. Itt három év alatt komoly tapasztalatokat szerzett, és számos dobogós helyezést ért el, ezzel megalapozva további karrierjét.

### 2023 ESBK és spanyol sikerek
2023-ban már a Spanyol Nyílt Nemzeti Bajnokság (ESBK) 600 Stock kategóriájában versenyzett, amely az egyik legnívósabb nemzeti gyorsasági motoros sorozat. 

### 2024: Spanyol Nyílt Nemzeti Bajnokság (ESBK)
2024-ben is a Spanyol Nyílt Nemzeti Bajnokság (ESBK) 600 Stock kategóriájában versenyzett, ahol kiemelkedő eredményeket ért el. Az idény során hét versenyhétvégéből mind a hét alkalommal dobogóra állhatott, és több győzelmet is aratott. A szezon csúcspontjaként Valenciában, első magyar versenyzőként, 17 évesen dupla győzelmet szerzett, ami példátlan teljesítménynek számít a mezőny történetében.
A 2024-es szezon végén Tibor az összetett pontverseny harmadik helyén zárt, amely történelmi eredmény a magyar motorsport számára, és tovább erősítette pozícióját a nemzetközi motorsport élvonalába tartozó fiatal tehetségek között.

### 2025: MotoE Világbajnokság
Varga Tibor Erik lesz az első magyar versenyző, aki 2025-ben indul a MotoE-világbajnokságon, ahol az olasz Snipers Team színeiben áll majd rajthoz. A MotoE-világbajnokság a MotoGP versenysorozat szerves részeként 2025-ben először látogat el Magyarországra, a balatonfőkajári Balaton Park Circuit ad otthont a magyarországi futamnak, amely a MotoGP hétvégéjének betétfutama lesz.

### 2025: Junior GP STK600 Európa-bajnokság
2025-ben az IUM Motorsport csapat színeiben indul a Junior GP STK600 Európa-bajnokságon, amely a motorversenyzés egyik fontos utánpótlás-sorozata. A szezon során hét versenyhétvégén mérheti össze tudását a kontinens legjobb fiatal versenyzőivel.

## Sikerek és eredmények
- 2017: Motard 90 – magyar-cseh-szlovák bajnoki cím
- 2018–2019: Copa de Campeones – Nemzetközi szereplések Spanyolországban
- 2020–2022: Northern Talent Cup – Többszörös dobogós helyezések[1]
- 2023: ESBK 600 Stock – 2. helyezés Valencia futamon[2]
- 2024: SBK 600 Stock – Bajnokság összesített 3. helyezett[3]

| Futam               | Versenypálya       | Időpont    | Rajtrács | Helyezés    | Legjobb kör |
| JEREZ Carrera 1     | Jerez Ángel Nieto  | 2024/04/06 | 13. hely | 3. helyezés | 1:45:142    |
| VALENCIA Carrera 1  | Ricardo Tormo      | 2024/06/01 | 7. hely  | 1. helyezés | 1:36.881    |
| VALENCIA Carrera 2  | Ricardo Tormo      | 2024/06/02 | 7. hely  | 1. helyezés | 1:37.473    |
| ESTORIL Carrera 1   | Circuit do Estoril | 2024/06/06 | 5. hely  | 4. helyezés | 1:41:688    |
| BARCELONA Carrera 1 | Circuit de Bar-Cat | 2024/08/27 | 11. hely | 3. helyezés | 1:46.988    |
| BARCELONA Carrera 2 | Circuit de Bar-Cat | 2024/08/28 | 7. hely  | 4. helyezés | 1:47.282    |

## Megjelent cikkek és interjúk
- Kemény hét van Varga Tibor mögött, mindkét versenymotorját tesztelte. www.haon.hu. (Hozzáférés: 2025. április 16.)
- Varga Tibor a MotoGP-betétfutamának számító MotoE-ben indul a HUMDA támogatásával. Humda.hu. (Hozzáférés: 2024. november 23.)
- Szenzációs hír: magyar pilóta is versenyez a gyorsaságimotoros-vb 2025-ös szezonjában. p1race.hu. (Hozzáférés: 2024. november 24.)
- Varga Tibor Erik – Egy magyar motorsport csillag, aki Európa élvonalába küzdi magát. Mams.hu. (Hozzáférés: 2024. november 6.)
- „Ennek rendeltük alá az életünket” – világbajnokságra készül a debreceni motorversenyző. dehir.hu. (Hozzáférés: 2024. október 27.)
- Varga Tibor ismét letette névjegyét a jerezi JuniorGP Világbajnokságon. mams.hu
- Új körrekordot ment a debreceni motoros a Hungaroringen!. haon.hu. (Hozzáférés: 2023. május 23.)

## VRT Motorsport Egyesület
A Varga Tibor Erik motorsportkarrierje köré épült VRT Motorsport Egyesület 2021-ben alakult meg.